# Das unheimliche Haus (1992)
Das unheimliche Haus ist ein französischer Spielfilm aus dem Jahr 1992. Regie führte Georges Lautner. Der Film basiert auf dem Roman Fremd im eigenen Haus (Originaltitel: Les inconnus dans la maison) von Georges Simenon.

## Inhalt
Jacques Loursat ist ein pensionierter Rechtsanwalt, der nach dem Tod seiner Frau zum Alkoholiker geworden ist. Mit seiner Tochter Isabelle, die in seinem Haus wohnt, hat er seit zehn Jahren nicht mehr gesprochen. Als er eines Tages nach Hause kommt, hört er einen Schuss und findet in seinem Haus einen Toten. Die Pistole, mit der diese Person erschossen wurde, findet man bei einem Freund Isabelles. Jacques erwacht aus seiner Lethargie und beginnt, den Freund Isabelles vor Gericht zu verteidigen.

## Sonstiges
- Der Roman Les Inconnus dans la maison wurde bereits 1942 zum ersten Mal von Henri Decoin verfilmt. (siehe: Das unheimliche Haus (1942)).

- In Deutschland wurde der Film im Fernsehen auch unter dem Titel Der Unbekannte ausgestrahlt.